# Campeonato Mundial de Ciclocrós de 2002
El LIII Campeonato Mundial de Ciclocrós se celebró en Zolder (Bélgica) el 3 de febrero de 2002 bajo la organización de la Unión Ciclista Internacional (UCI) y la Federación Belga de Ciclismo.

## Medallistas
| Evento    | Oro                        | Plata                        | Bronce                              |
| --------- | -------------------------- | ---------------------------- | ----------------------------------- |
| Masculino | Mario De Clercq · Bélgica  | Tom Vannoppen · Bélgica      | Sven Nys · Bélgica                  |
| Femenino  | Laurence Leboucher Francia | Hanka Kupfernagel · Alemania | Daphny van den Brand · Países Bajos |

### Masculino
| Puesto            | Ciclista            | País         | Tiempo  |
| ----------------- | ------------------- | ------------ | ------- |
| Medalla de oro    | Mario De Clercq     | Bélgica      | 1:01:11 |
| Medalla de plata  | Tom Vannoppen       | Bélgica      | 1:01:14 |
| Medalla de bronce | Sven Nys            | Bélgica      | 1:01:17 |
| 4                 | Richard Groenendaal | Países Bajos | 1:01:21 |
| 5                 | Gerben de Knegt     | Países Bajos | 1:01:25 |
| 6                 | Dominique Arnould   | Francia      | 1:01:32 |
| 7                 | Wim de Vos          | Países Bajos | 1:01:33 |
| 8                 | Bart Wellens        | Bélgica      | 1:01:37 |

### Femenino
| Puesto            | Ciclista               | País           | Tiempo |
| ----------------- | ---------------------- | -------------- | ------ |
| Medalla de oro    | Laurence Leboucher     | Francia        | 39:06  |
| Medalla de plata  | Hanka Kupfernagel      | Alemania       | 40:10  |
| Medalla de bronce | Daphny van den Brand   | Países Bajos   | 40:10  |
| 4                 | Alison Dunlap          | Estados Unidos | 40:10  |
| 5                 | Ann Grande             | Estados Unidos | 40:47  |
| 6                 | Anja Nobus             | Bélgica        | 41:06  |
| 7                 | Reza Hormes-Ravenstijn | Países Bajos   | 41:06  |
| 8                 | Birgit Hollmann        | Alemania       | 41:06  |